# Abderaman Koko
Abderamane Koko, né en 1950 ou 1953 à Tounkoul, un village proche de Mongo dans la région du Guéra, et mort le 29 février 2016 à N'Djaména, est un enseignant de formation et homme politique tchadien.

## Biographie
Abderamane Koko est originaire de la région du Guéra, au centre du pays. Il est né en 1950 ou 1953. Après ses études primaires et secondaires dans sa ville natale, Abderaman Koko fait son entrée à l'école normale d'instituteur (ENI) de Sarh et obtient le certificat de fin d’études normales (CEFEN) en 1969.
En 1972, il rejoint l'École normale supérieure de l'Afrique centrale à Brazzaville pour obtenir le certificat d'aptitude au professorat d’enseignement dans les collèges d'enseignement général (Cap/Ceg).
En 1990, Abderamane Koko est nommé secrétaire d'État à l'Éducation nationale. Il devient ministre de l'Éducation nationale en 2007 dans le gouvernement de Delwa Kassiré Coumakoye et reste dans le gouvernement Abbas jusqu'en 2010. Koko devient ensuite conseiller chargé de l'Éducation et de la Formation dans le cabinet du président,.